# 索镇公园
索镇公园（法語：Parc de Sceaux，發音：[paʁk də so]）是位于上塞纳省索镇与安东尼之间的一座公园，内有同名城堡。   
公园占地181公顷，其中121公顷位于索镇，60公顷位于安东尼。

## 译名
该公园亦被误译作国玺公园，然而事实上公园名“Parc de Sceaux”中的“Sceaux”意为索镇，即该公园所在地之一，而索镇地名“Sceaux”的含义与意为“印章、玺”的单词“sceau”无关。“Sceaux”来自拉丁文“cellae”，在1120年被提到，意思是“小房子”，之后拼写演变成“Ceaux”，后受单词“sceau”拼写的影响演变成了当今的“Sceaux”。